# فورت لودردايل سترايكرز
فورت لودردايل سترايكرز هو نادي كرة قدم أمريكي أٌسس عام 1977. يلعب النادي في دوري أمريكا الشمالية لكرة القدم.